# 罗伯特·考特尼 (美国田径运动员)
罗伯特·考特尼（英語：Robert Courtney，？—），美国男子田径运动员。他曾代表美国参加1988年夏季残疾人奥林匹克运动会田径比赛，获得男子1500米4级、男子4×100米4级和男子4×400米4级铜牌。